# Thomas Wachweger
Thomas Wachweger (* 11. Oktober 1943 in Breslau; † 26. Februar 2015) war ein deutscher Künstler.
Wachweger wuchs in Hamburg, Hannover und New York auf. Von 1963 bis 1970 studierte er an der Hochschule für Bildende Künste Hamburg. Seit 1969 arbeitete er mit Ina Barfuss zusammen. Die beiden verwendeten häufig die Technik des „Malens zu zweit“, bei denen die Künstler gemeinsam am gleichen Werk arbeiteten. Auch mit Martin Kippenberger arbeitete er so zusammen.
1984 war er auf der Ausstellung Von hier aus – Zwei Monate neue deutsche Kunst in Düsseldorf vertreten. Thomas Wachweger verstarb im Februar 2015 an den Folgen einer Krebserkrankung.

## Werke in Öffentlichen Sammlungen
- Kiasma – Museum of Contemporary Art, Helsinki
- Berlinische Galerie, Landesmuseum für Moderne Kunst, Photographie und Architektur, Berlin

### Ausstellungsdokumentation
- Ina Barfuss, Hans Siebert, Thomas Wachweger : vom Jugendstil zum Freistil ; zur Ausstellung in der Galerie Petersen vom 6. Dezember 1981 bis 20. Januar 1982 / hrsg. von d. Galerie Petersen in Zusammenarbeit mit Happy-Happy, 1982
- Thomas Wachweger : [erscheint anläßl. e. Einzelausstellung von Thomas Wachweger im März 1983 in d. Galerie Schneider, Konstanz]. Galerie Schneider, Konstanz; Verl. Happy-Happy, Berlin [West]
- Thomas Wachweger, zuoberst – zuunterst, NGBK, Realismusstudio, Berlin, 1983
- Ina Barfuss, Thomas Wachweger. Die Kunst der Triebe. Arbeiten von 1980 bis 1985. Museum am Ostwall, Dortmund; Ulmer Museum, Ulm, 1985
- Thomas Wachweger : Dezember 1985, Galerie Springer Berlin
- Ina Barfuss – Thomas Wachweger : Ausstellung in 2 Folgen ; Gemälde, Zeichn., Gemeinschaftsarbeiten 1978–1986 ; Ina Barfuss, 19. September – 2. November 1986, Thomas Wachweger, 21. November 1986 – 11. Januar 1987, Haus am Waldsee, Berlin / [Katalog u. Ausstellung: Thomas Kempas. Kataloggestaltung: Michael Lange], Haus am Waldsee, Berlin, 1986
- Berlin : Festival of German Arts, London, 28 April to 31 May 1987, ICA ; Olaf Metzel, Gerd Rohling, Ina Barfuss, Thomas Wachweger / catalogue designed by John Mitchell. translations by Expression Translators, London, 1987
- Olaf Metzel, Gerd Rohling, Ina Barfuss, Thomas Wachweger : Berlin ; Festival of German Arts, London 1987
- Thomas Wachweger : neue Arbeiten ; Febr. 1989. Galerie Springer Berlin
- Ina Barfuss, Thomas Wachweger : Bilder und Gemeinschaftsarbeiten ; 1991/1992 ; November/Dezember 1992, Galerie Springer, Berlin, 1992